# Aqueduc de Saintes
L' aqueduc romain de Saintes est un ouvrage hydraulique d'adduction d'eau en Charente-Maritime, qui a alimenté Mediolanum Santorum (Saintes) en eau potable du Ier au IVe siècle : les thermes de Saint-Vivien (rive droite, aujourd'hui disparus), ceux de Saint-Saloine (rive gauche) et des fontaines publiques.

## Histoire
L'aqueduc est construit par les Romains pendant la dynastie des Julio-Claudiens, aux alentours de l'an 20 de notre ère.
La deuxième phase, due à l'expansion de Saintes et à l'accroissement de sa population, daterait de la fin du Ier siècle voire du début du IIe siècle, soit entre environ 70 et 120.
Une troisième tranche vient d'être mise au jour. Elle n'est pas encore datée.
Leur utilisation a cessé au cours du IVe siècle.
Une majeure partie de la maçonnerie a été réutilisée pour d'autres constructions. Il n'en reste, hormis les sources doublées d'un lavoir (vers les XVIIIe – XIXe siècles, que quelques parties souterraines accessibles et visitables et deux piles du pont-canal, ainsi que les bases de certaines autres de ses piles. L'eau circule donc actuellement à l'air libre, sans protection sur une grande partie de son trajet hors galeries.

## Description

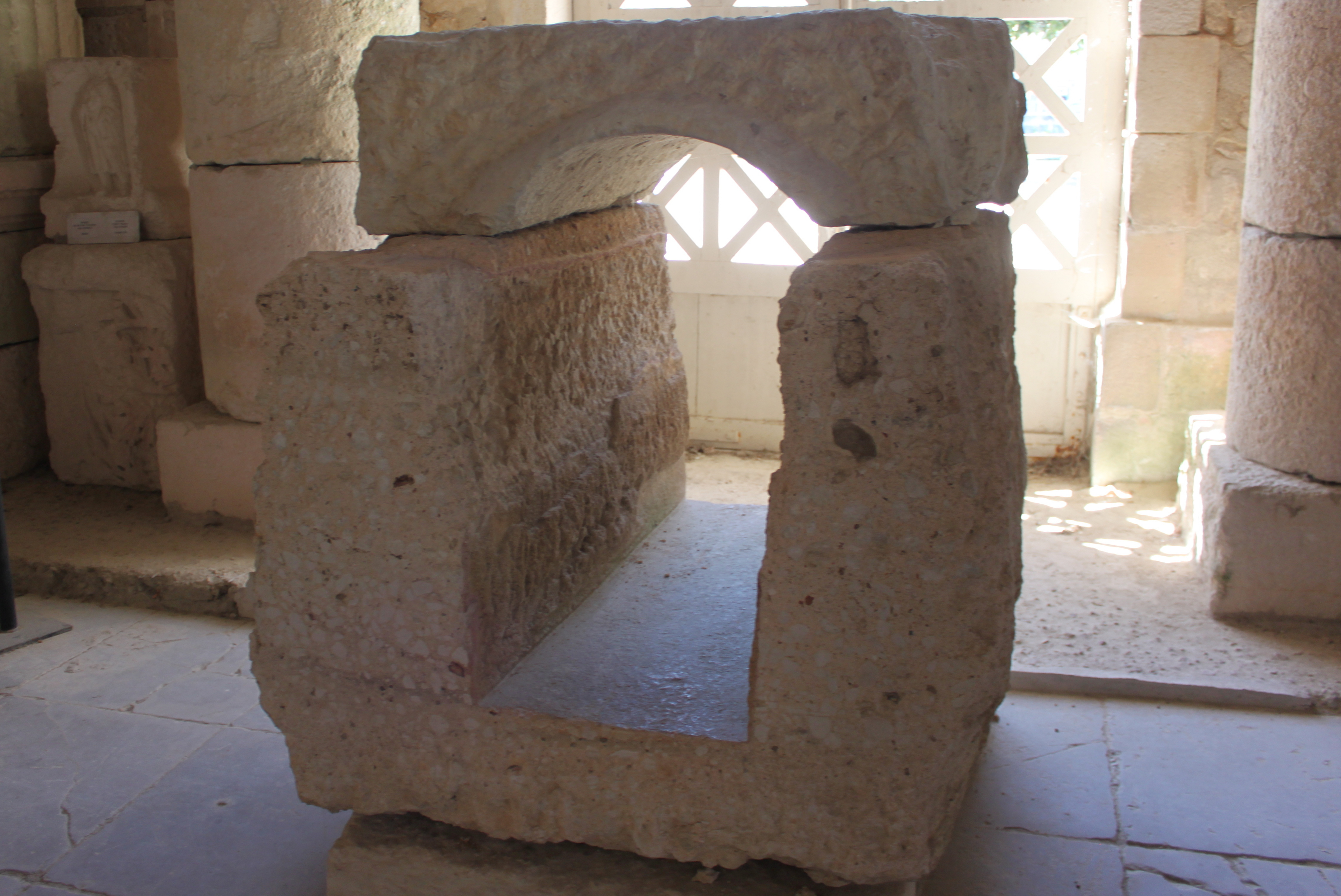
Une section de canalisation,
Musée archéologique de Saintes.

Les canalisations sont de section en forme de U évasé ou simplement carrée, selon les endroits. Cette forme de U, ou de V à fond arrondi, permet à l'eau de circuler correctement malgré la faible dénivellation, quel que soit son débit. Une tranche de canalisation est exposée au musée archéologique de Saintes.
En moyenne, elles sont profondes de 60 cm ; leur largeur est de 30 cm au fond et de 40 cm en haut.
Les hauteur et largeur des galeries varient d'un site et d'une époque à l'autre ; certaines dépassent 2 m de haut et de large alors que d'autres font moins de un mètre de hauteur. La taille des galeries n'est pas la même entre le premier et le second aqueduc. La deuxième génération a un diamètre utile plus élevé, à l'instar du débit plus important des deux nouvelles sources.
Alternant entre des tunnels, des rigoles ou des ponts selon la morphologie du terrain, l'eau circule par gravité le long d'une pente régulière et très faible : moins d'1 mm par mètre (0,08 à 0,1 %). Son axe général est orienté nord-est/sud-ouest ; il est longé par la N150 (Saint-Jean-d'Angély-Saintes) qu'il croise au nord de l'agglomération actuelle.
Les constructeurs ne raccordent le nouvel aqueduc à l'ancien que pour les franchissements, afin de n'être pas obligés de refaire des ponts. Ils ont surélevé les fonds car le deuxième aqueduc est un peu plus en hauteur que le précédent.
Les traces de ces aqueducs sont perdues entre la N141 (voie d'Agrippa, direction Cognac au départ de Saintes) et la rive droite de la Charente. Le système de remontée par siphons vers les thermes de Saint-Saloine (rive gauche) n'a pas été mis au jour. Néanmoins, des canalisations partant de la rive gauche vont jusqu'à la Butte de l'Hôpital.

### Débit
Les estimations de débit de ces sources ont été faites par M. Bailhache en 1979. Ces chiffres indiquent le volume journalier lors de la mise en service :
- Font Morillon : 3 000 m3 ;
- Grand Font : 10 850 m3 ;
- Moulin : 8 525 m3 ;
- « T » de jonction des canaux du Douhet et de Foncouverte : 19 375 m3.

Toujours selon les constats de Bailhache, les dépôts calcaires et alluvionnaires, formant une couche irrégulière et non lisse, ont réduit les sections des canalisations jusqu'à ralentir la circulation de l'eau de moitié à la fin de l'exploitation des aqueducs.

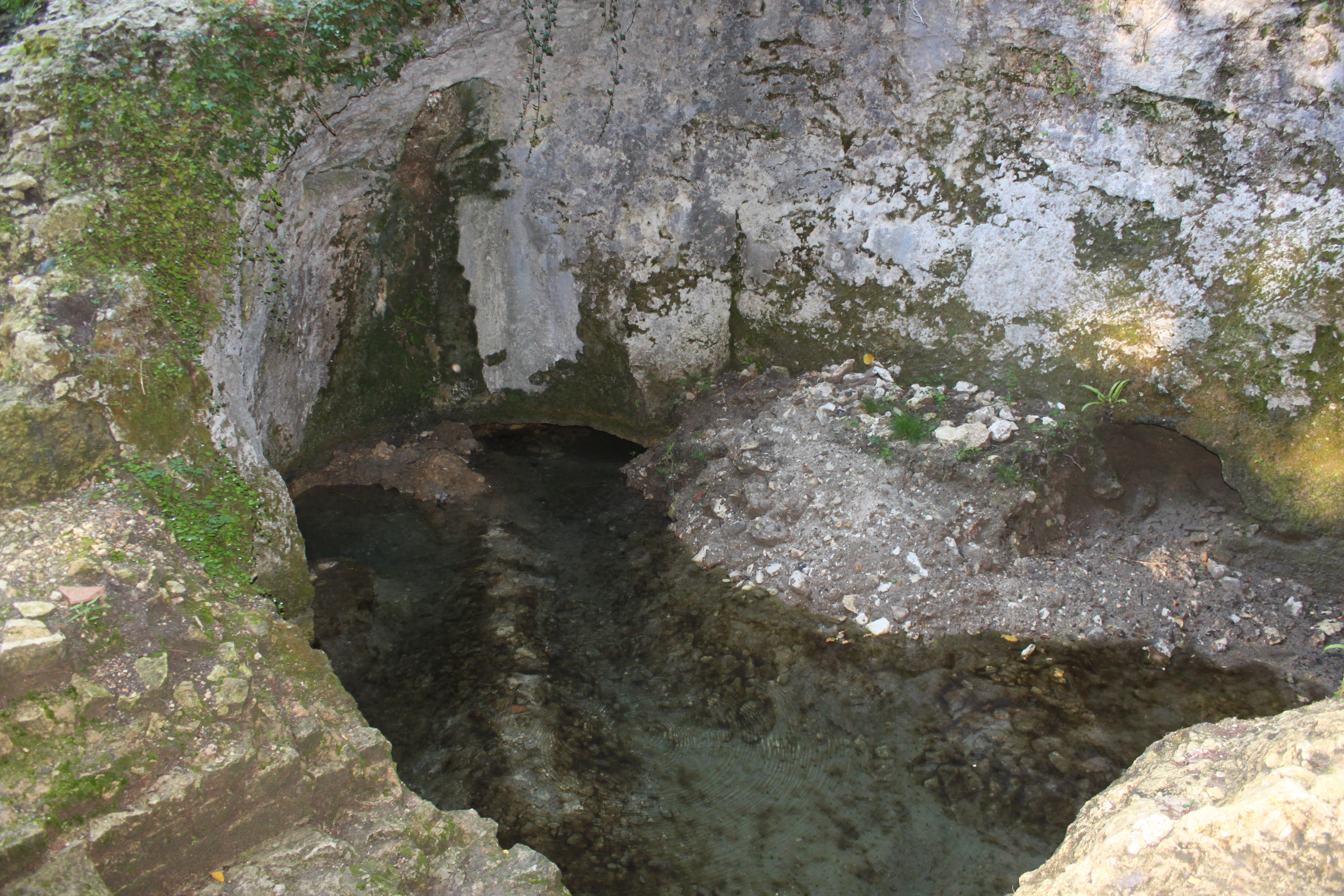
La source de Font Morillon.

## Les trois sources

### La source originelle
La source originelle est celle de la Font Morillon à Fontcouverte, à quelques kilomètres au nord-est de Saintes, dans le bassin d'une salle à coupole taillé dans la roche ; puis elle est canalisée. Elle donne son nom à la ville : « fontaine couverte ».
En 2013, cette salle éboulée est mise au jour et est en cours de déblaiement. L'accès y est réglementé à cause des fouilles, mais on peut y voir le bassin de rétention : un demi-cercle de 3 m de diamètre. Un lavoir a été construit à quelques mètres de la source.

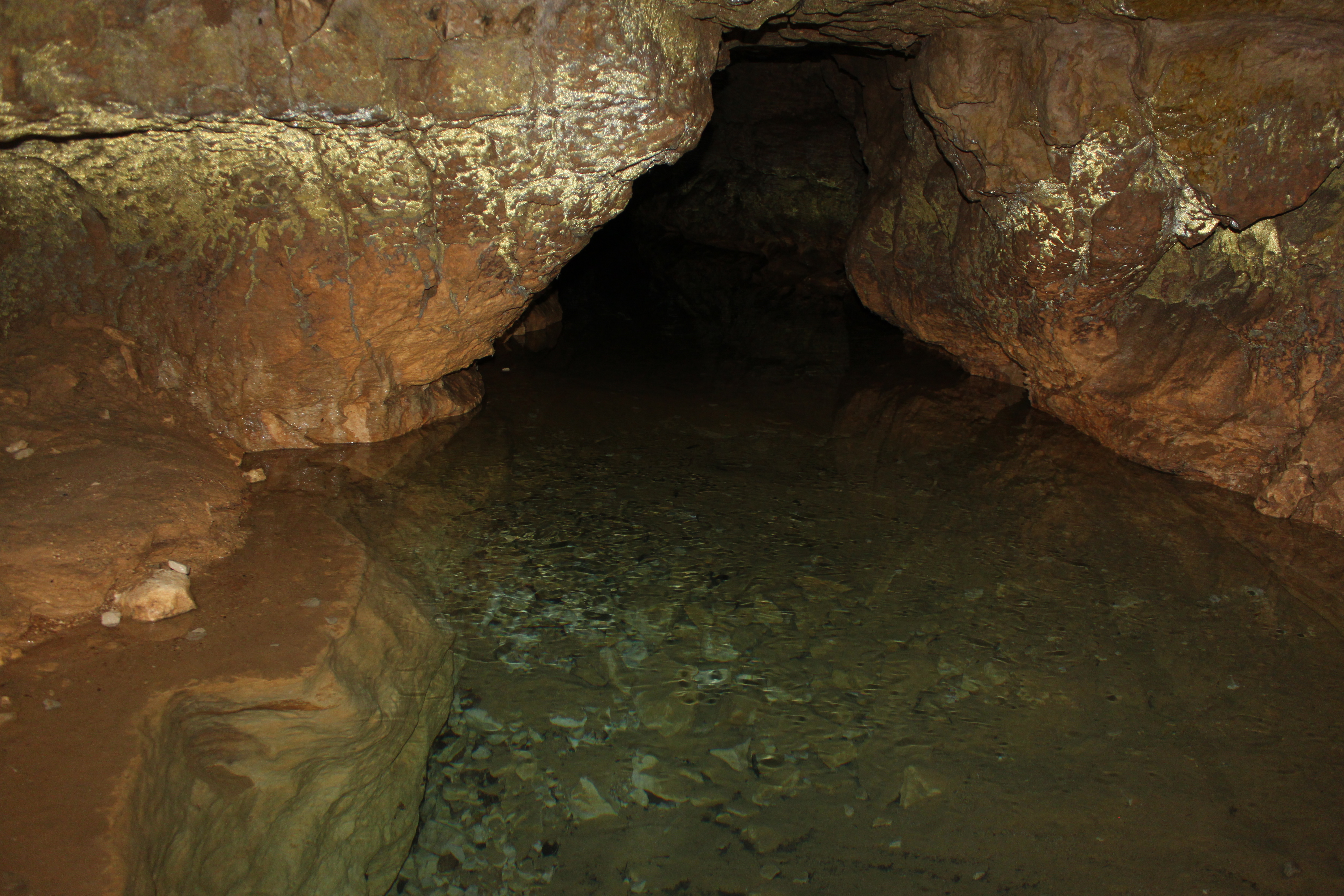
La source de Grand Font

Cette source est encore active.

### La seconde source
La source la plus au nord, où l'eau sourd à deux endroits, est celle de la Grand Font du Douhet entre les lieux-dits chez Pérot et le Roc. Son canal double celui de Font Morillon mais ne l'emprunte pas : ils sont parallèles et distants de quelques mètres.
Le trajet du ruisseau est dérivé au Moyen Âge pour alimenter le château en eau ; à la sortie du souterrain il se jette dans un lavoir, puis continue sa descente dans un ruisseau en partie non-canalisé.
Avant que les Romains ne la canalisent, cette source était utilisée pendant la protohistoire en utilisant la faille naturelle que les Romains ont agrandie. Elle est encore active.

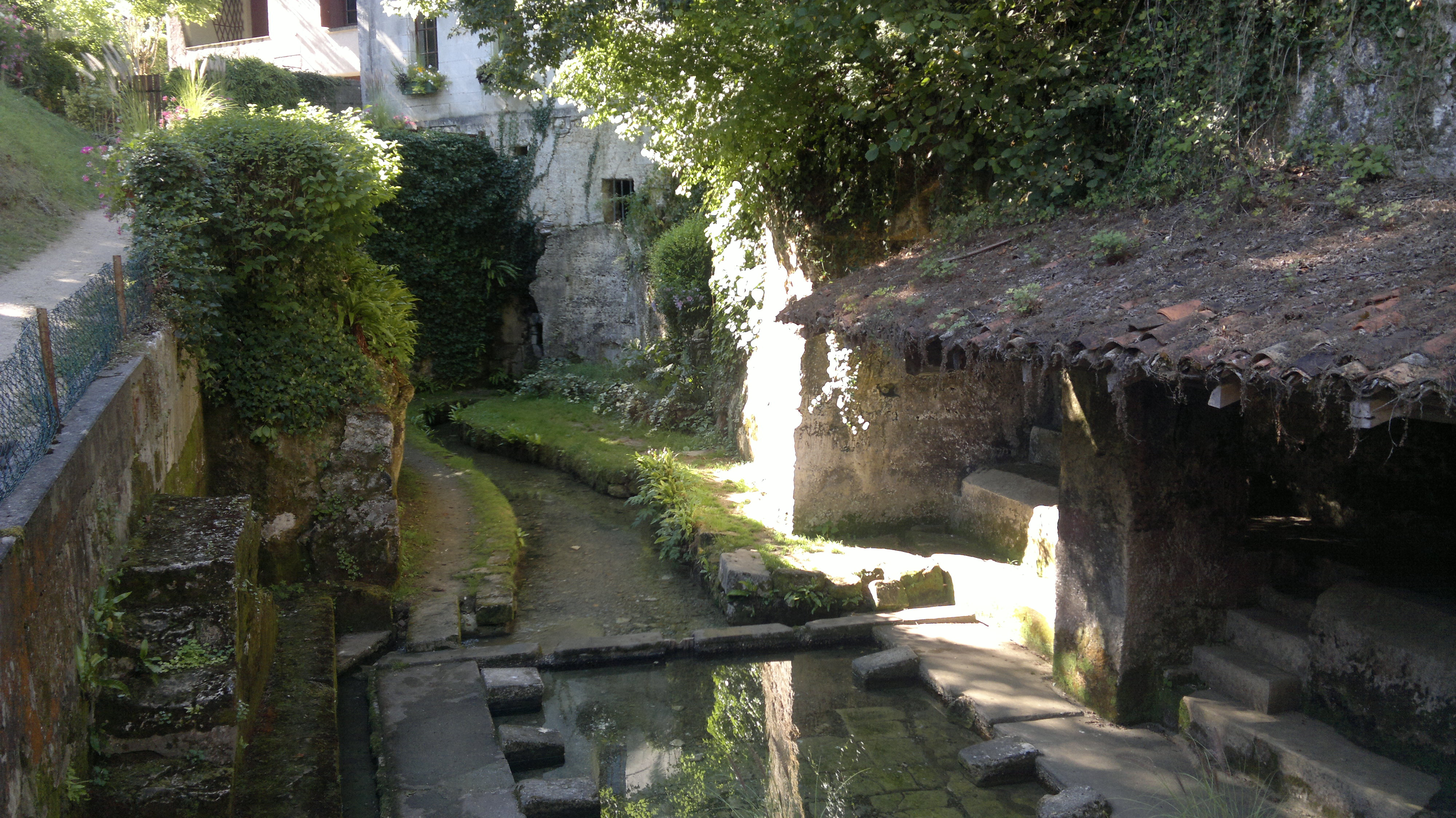
L'entrée du Moulin, vers l'aqueduc.

### La troisième source
Elle est exploitée à Vénérand, au lieu-dit le Moulin, environ à mi-chemin des deux autres.
Alors qu'elle ne sert plus pour l'aqueduc, l'eau de la source est détournée pour entraîner la roue (aujourd'hui disparue) du moulin. Un lavoir est édifié entre la source et le moulin.
Cette source est encore active.
La source de la Roche, actuellement sèche en été, n'alimentait pas l'aqueduc. Elle lui est nettement postérieure. Son aménagement et celui du double lavoir datent de 1872.

## Trajet

### Première phase
Fontcouverte : de la Font Morillon (alt. 42 m), la Grimauderie, le Chagnaud, le Plantis des Neuf Puits, le Bois de la Tonne, Hautmont, le Chaillot et, dans Saintes, traverse la voie romaine vers Aulnay, à la Grève, la voie romaine vers Cognac (N141), à la Grille, et passe sous le haras puis irait jusqu'à l'actuelle prison. Le premier aqueduc a cessé d'être utilisé lors de la mise en service du second.

### Deuxième phase
Le Douhet : de chez Pérot, ou le Roc, le château, le Ruisseau, les Fontaines, la Foucherie (ou la Fourcherie), chez Siquet, puis le Vallon de la Tonne jusqu'à Font Morillon, où il double le premier.
Vénérand : du Moulin jusqu'au Vallon de la Tonne, où il rejoint la deuxième phase, entre chez Gautreau  et Puy Gibaud, et longe le premier aqueduc.

### En souterrain
Des tunnels permettant de traverser les collines sont creusés dans la roche. La canalisation, en pierre de taille, est recouverte de linteaux de pierre comme protection contre les éboulis.

### Au sol
Des dalots (parties à ciel ouvert) suivent la pente naturelle du terrain et sont aussi canalisés par des pierres de taille mais ne sont plus couvertes de moellons.

### En aérien
D'après le plan établi par Triou, il y avait :
- un mur-pont (10 m de long), franchissant un ravin, au lieu-dit la Grimauderie ;
- le pont-canal (160 m de long, 20 m de haut), dont des piles à arche sont visibles au sud-ouest du bourg de Fontcouverte, au lieu-dit le Vallon des Arcs, dans le golf de Saintes ;
- un autre pont (400 m de long), entre les Arcs et la Grille pour franchir un ruisseau et sa vallée, à Hautmont[7].

Vallon des Arcs
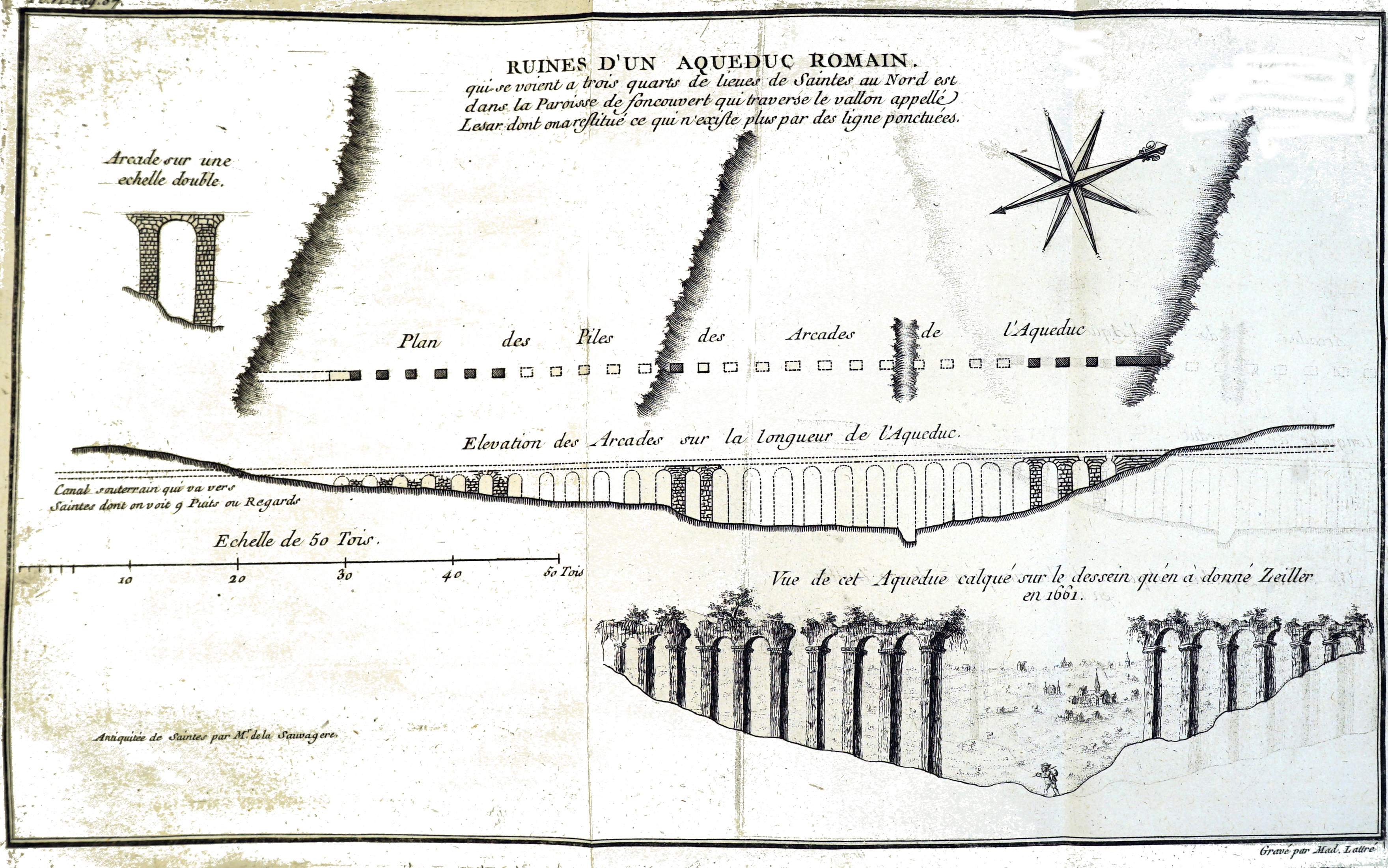
État en 1661 et 1770
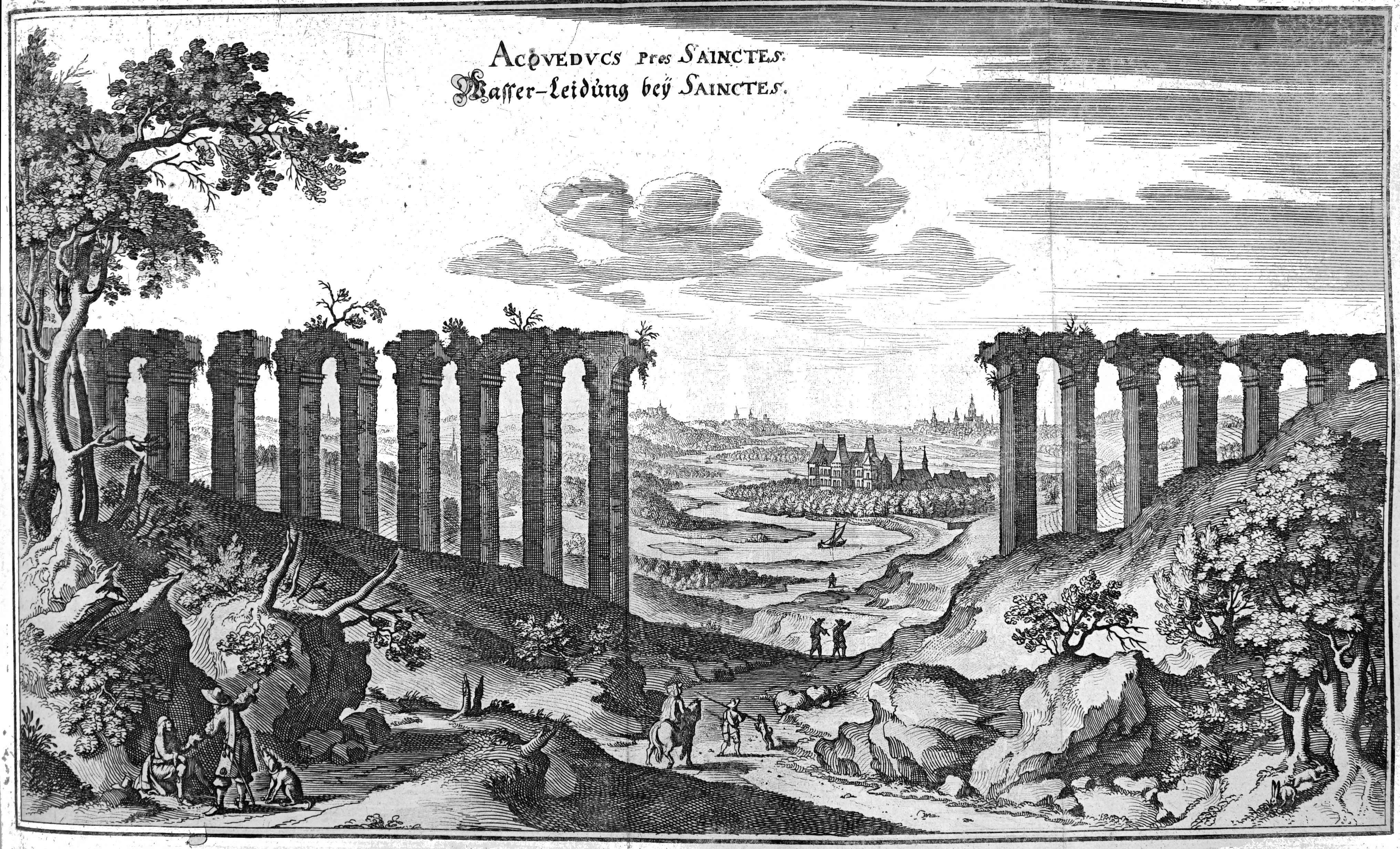
État en 1661 dans le Topographia Galliæ
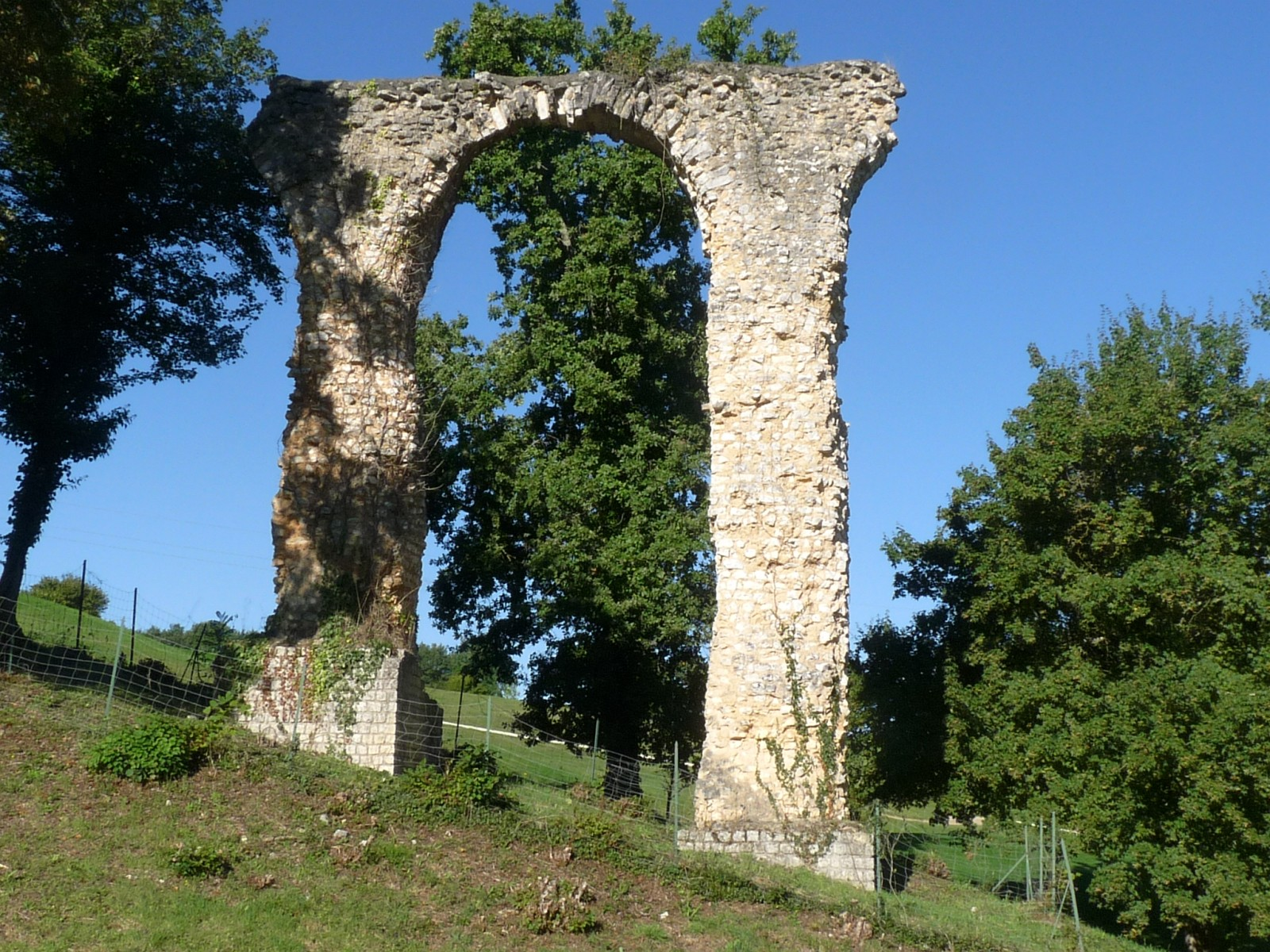
Arche sud, vue de l'est
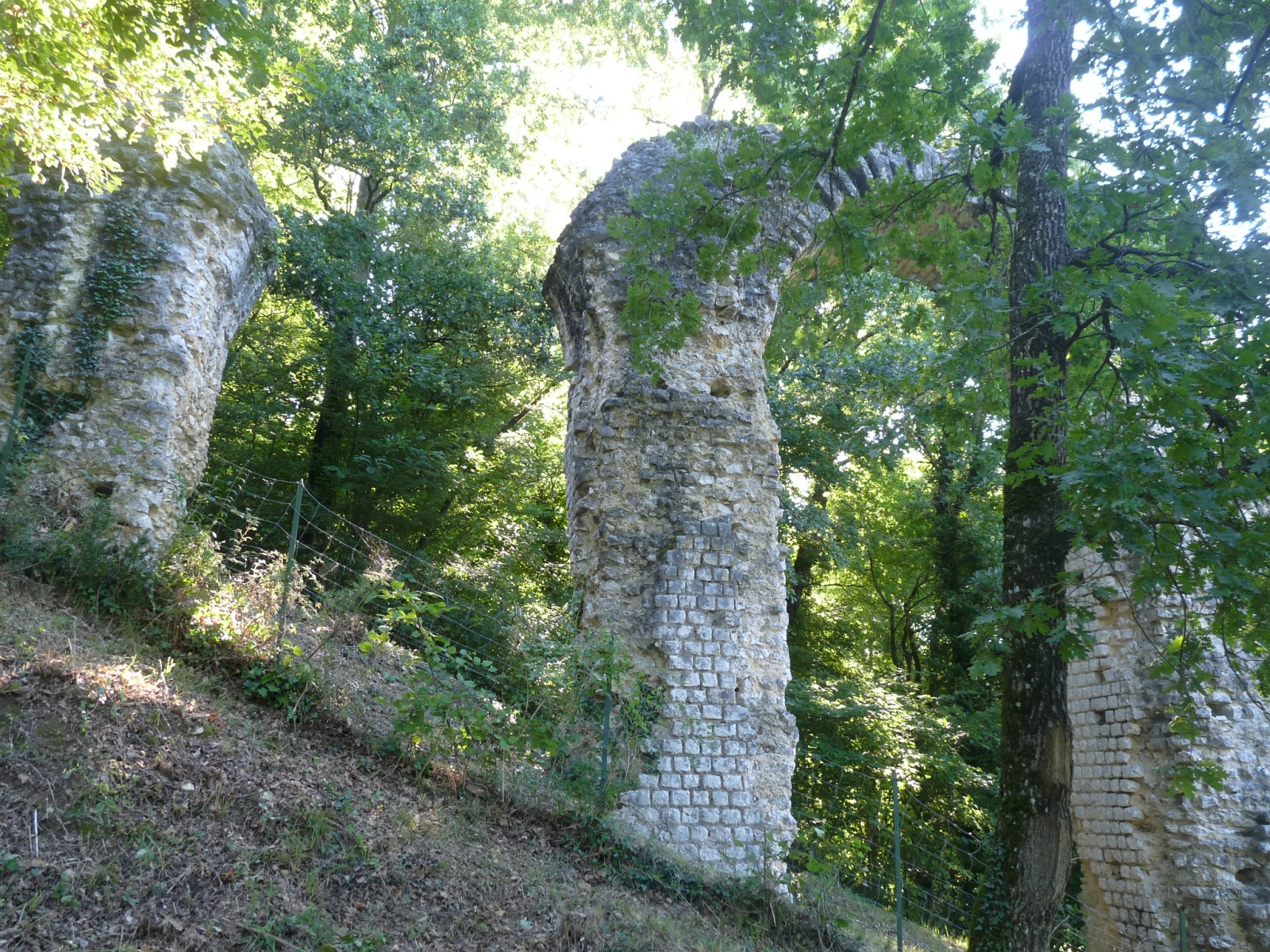
Arches nord
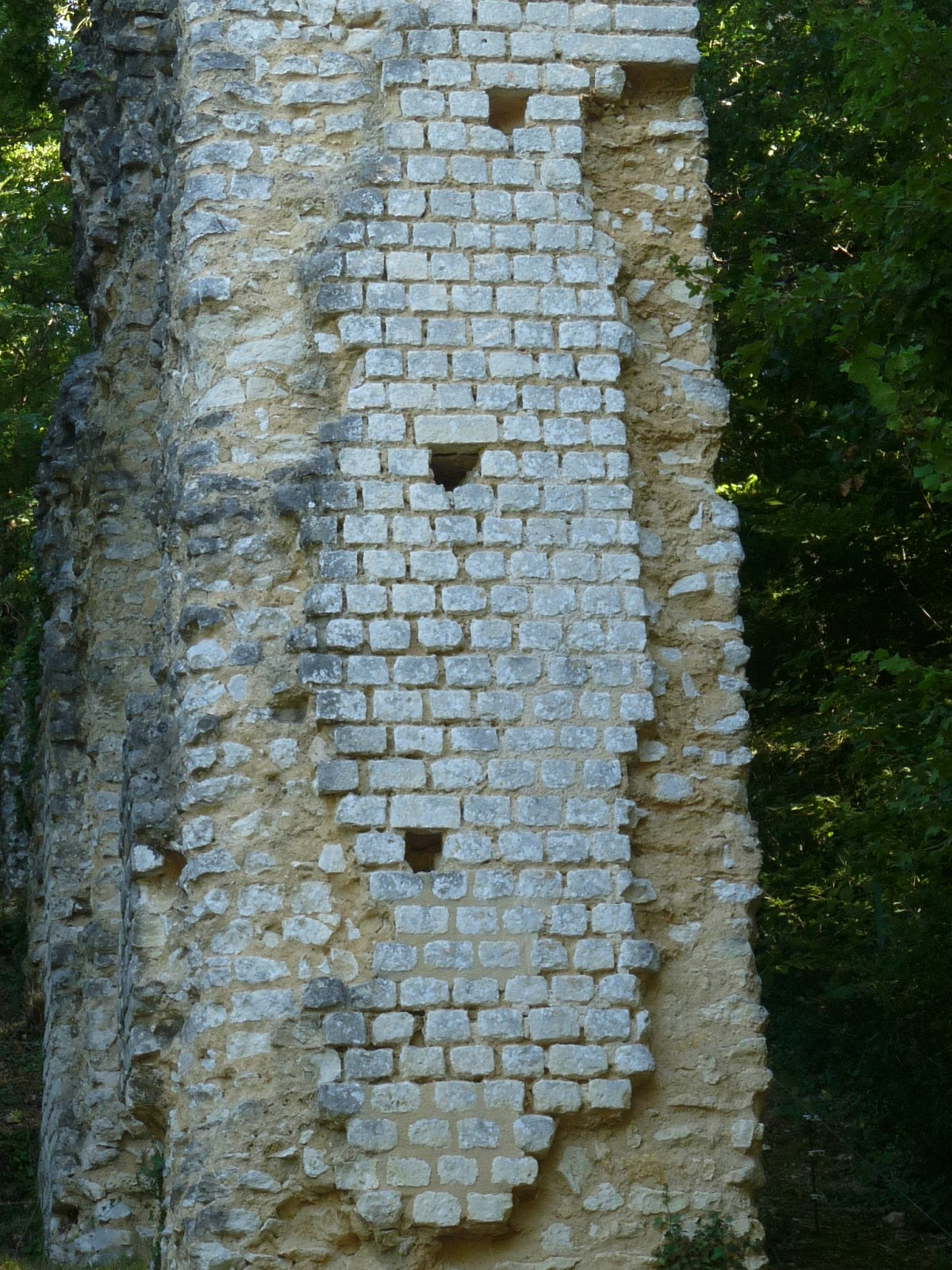
Face intérieure d'un pilier
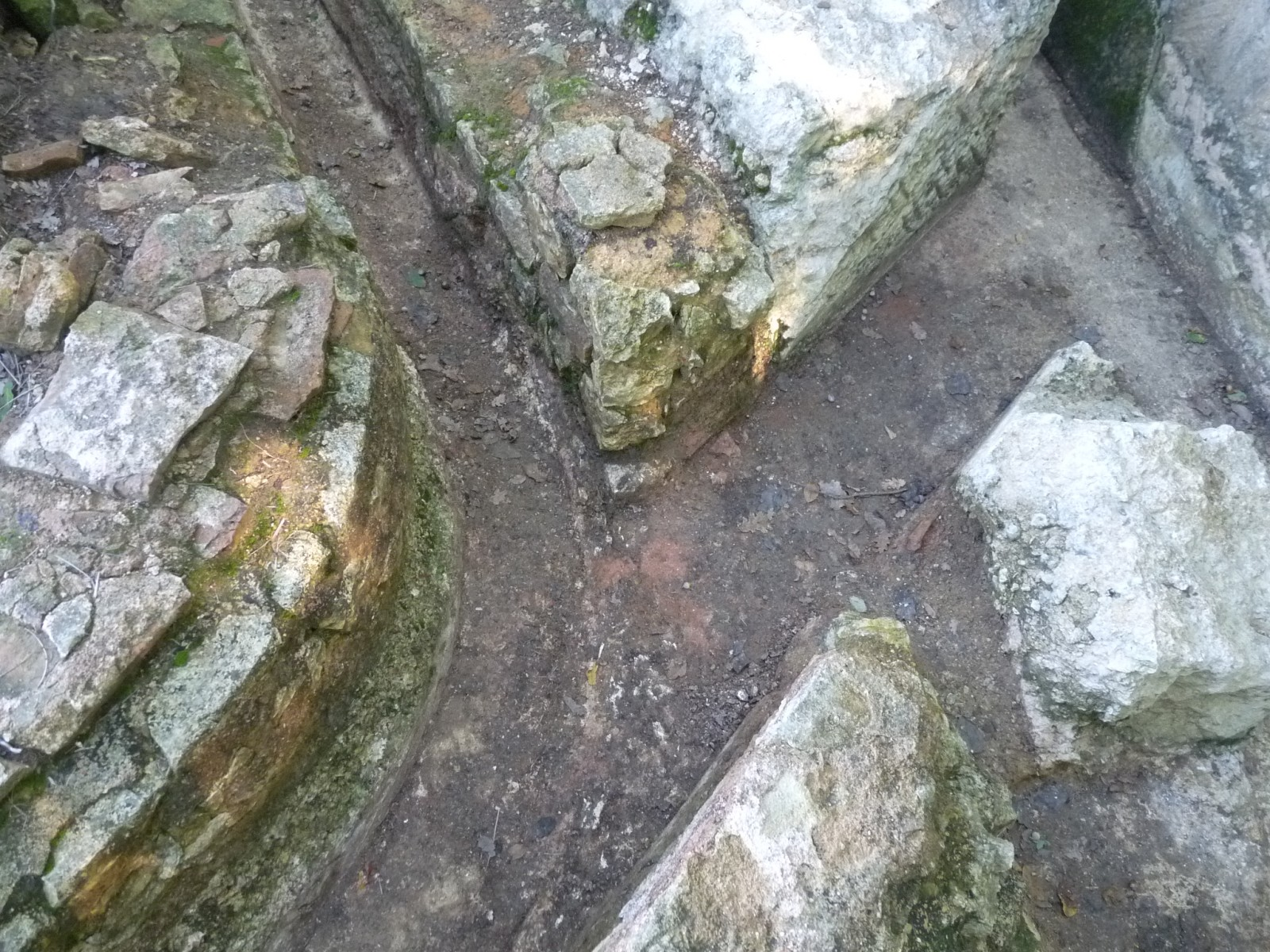
Jonction de rigoles au nord

## Archéologie
Au Musée archéologique de Saintes, situé dans l'ancien abattoir (rive droite), un tronçon de canalisation est exposé, parmi d'autres découvertes faites dans la cité.
De nombreux archéologues se sont penchés sur les aqueducs de Saintes depuis le début du XVIIIe siècle. C. Masse, F. Bourignon (1801), L.-Ch. Gaurier (1902 à 1904) ou, encore, le réputé Abel Triou (aidé de ses trois frères) qui est celui qui a inventé le tracé complet des circuits, dès 1968, et qui a initié les recherches actuelles.
Bernard Bourgueil (de la Société d'archéologie et d'histoire de la Charente-Maritime - SAHCM) relance les fouilles en 2003 avec des équipes de bénévoles. Parallèlement, Jean-Louis Hillairet, archéologue à l'Inrap de Bordeaux, en prospectant à Foncouverte, découvre un troisième aqueduc, au-dessus du premier, ainsi que de nombreux puits comblés.
Depuis 2012, « un comité de pilotage, constitué des quatre communes concernées et du Pays de la Saintonge Romane, de la Cdc du Pays Santon, de la Société d'archéologie et d'histoire, de la Conservation des musées de Saintes, de l'Atelier du patrimoine de Saintonge, de l'Office de tourisme de Saintes, de la DRAC, … » mettent tout en œuvre pour que l'aqueduc soit visitable par le public, donc rénové et sécurisé.

## Galerie

Site de Font-Morillon (source 1)
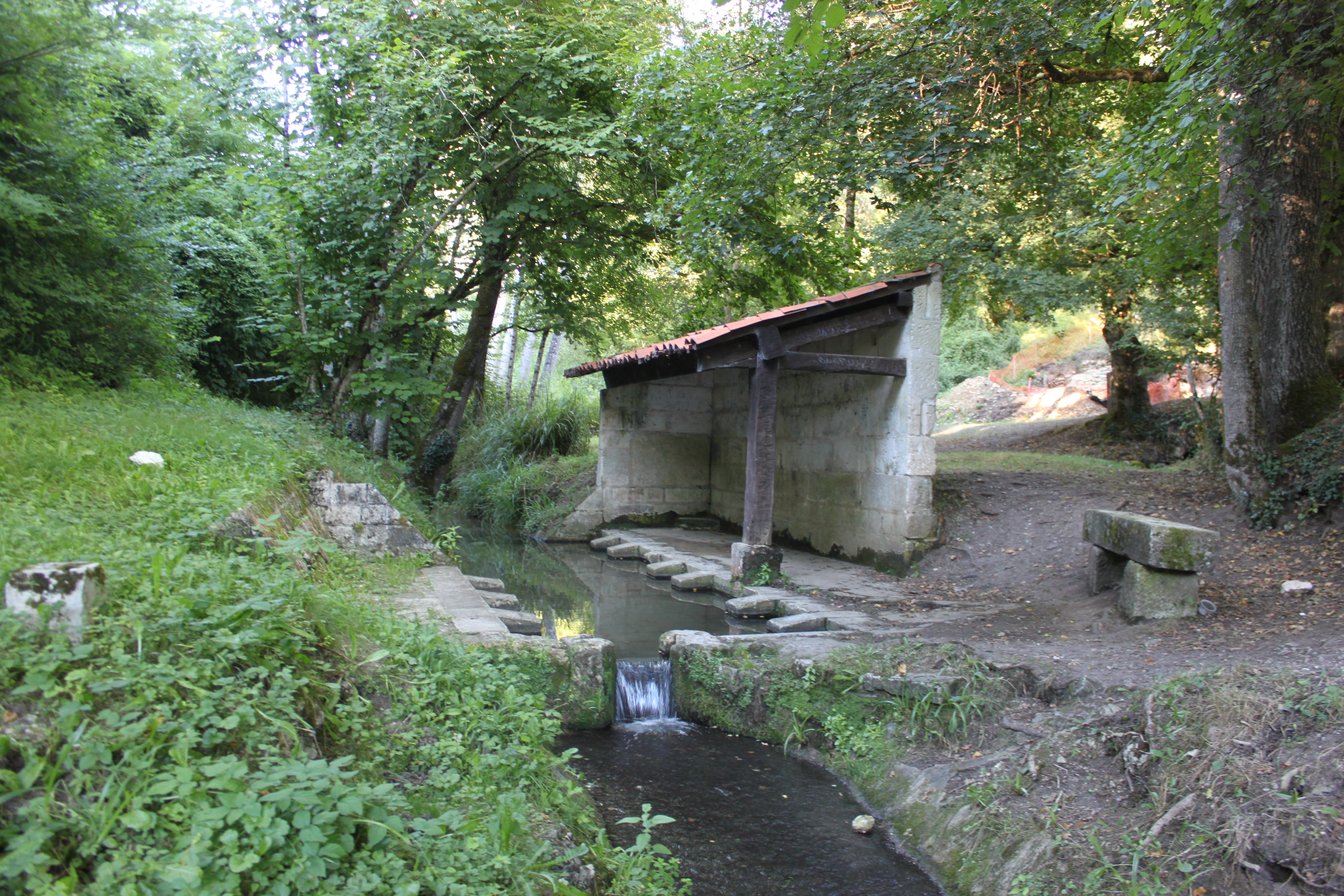
Lavoir de la Font-Morillon

Site du Roc (source 2)
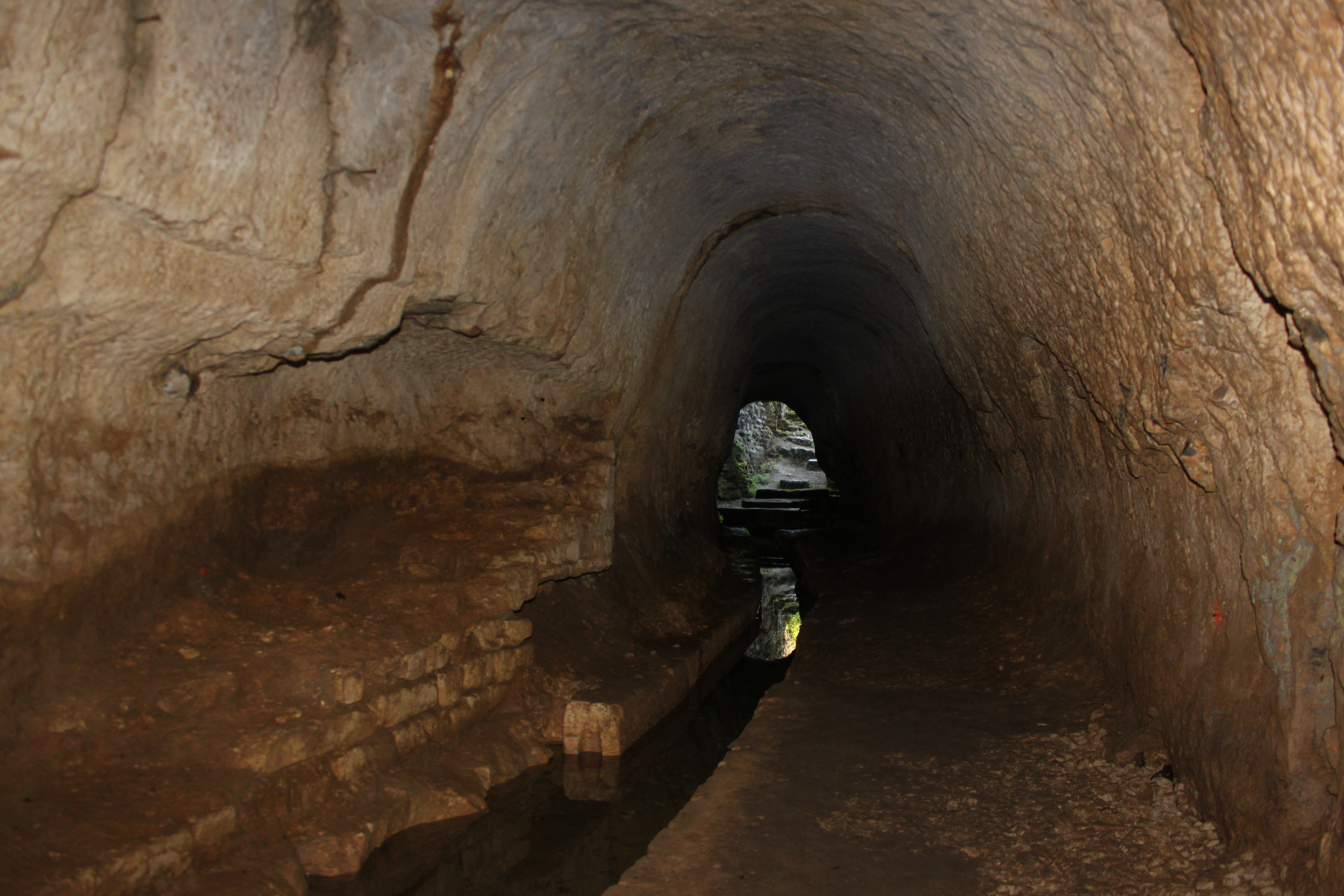
Galerie partant vers Saintes.
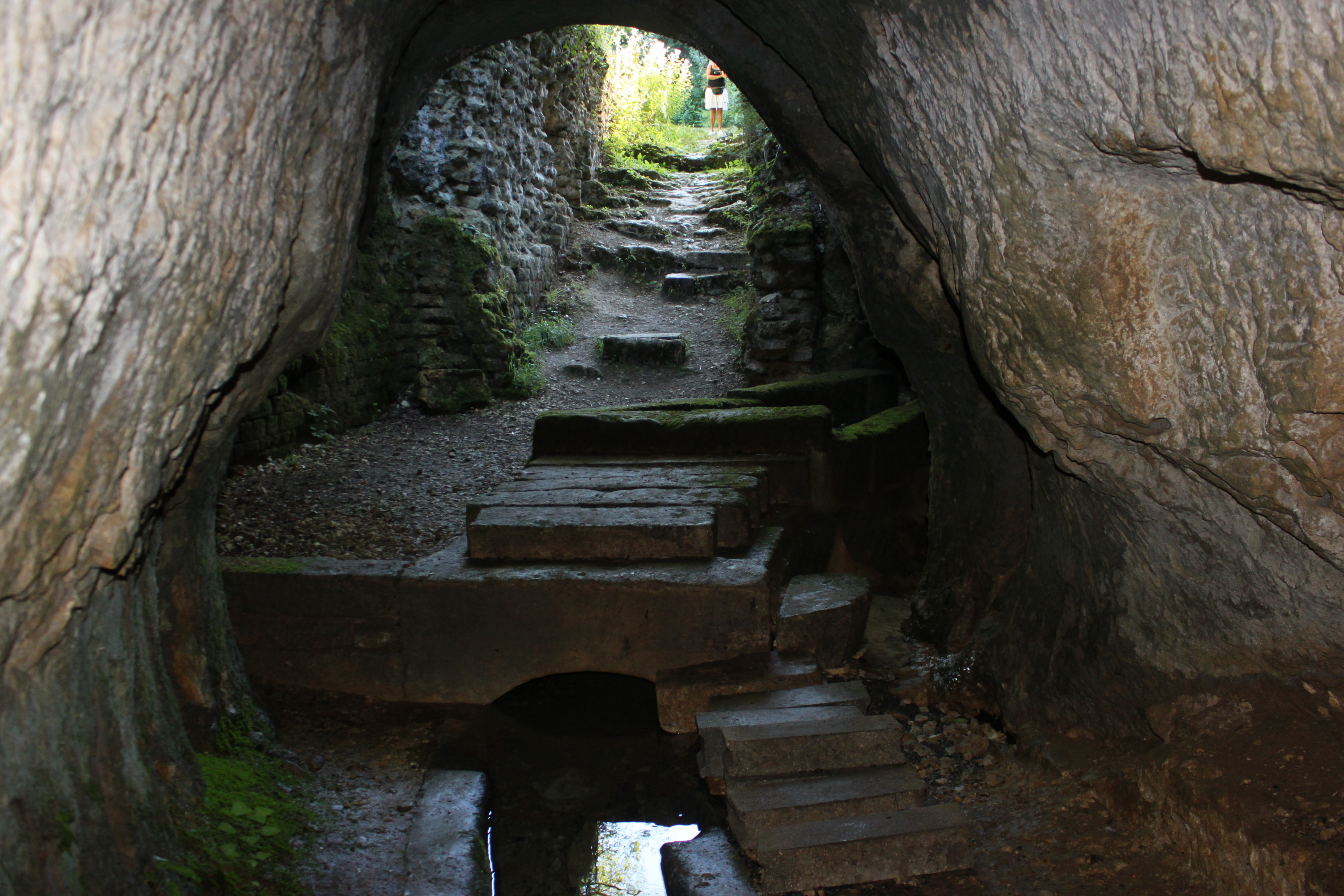
Canalisation couverte.
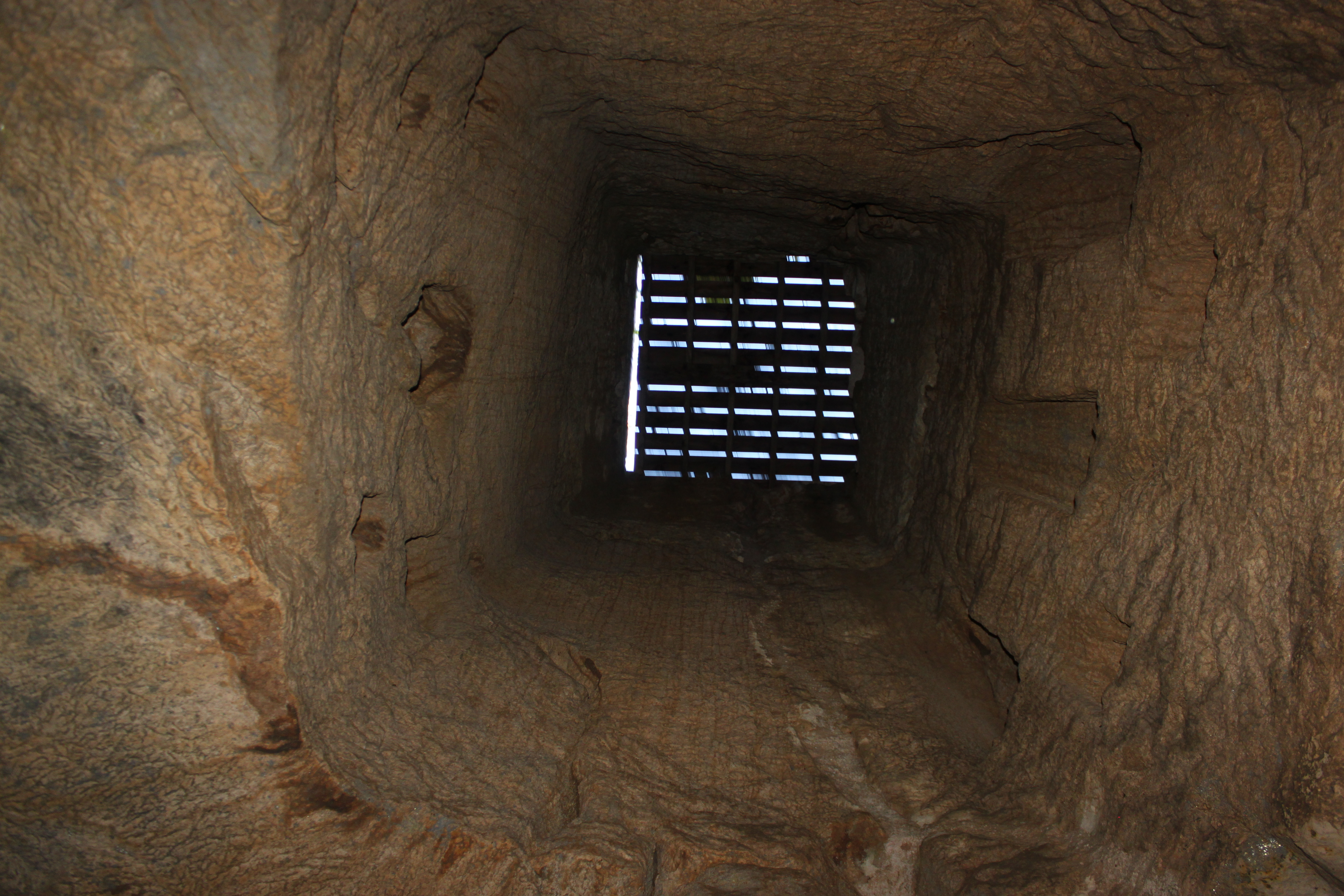
Puits de service.
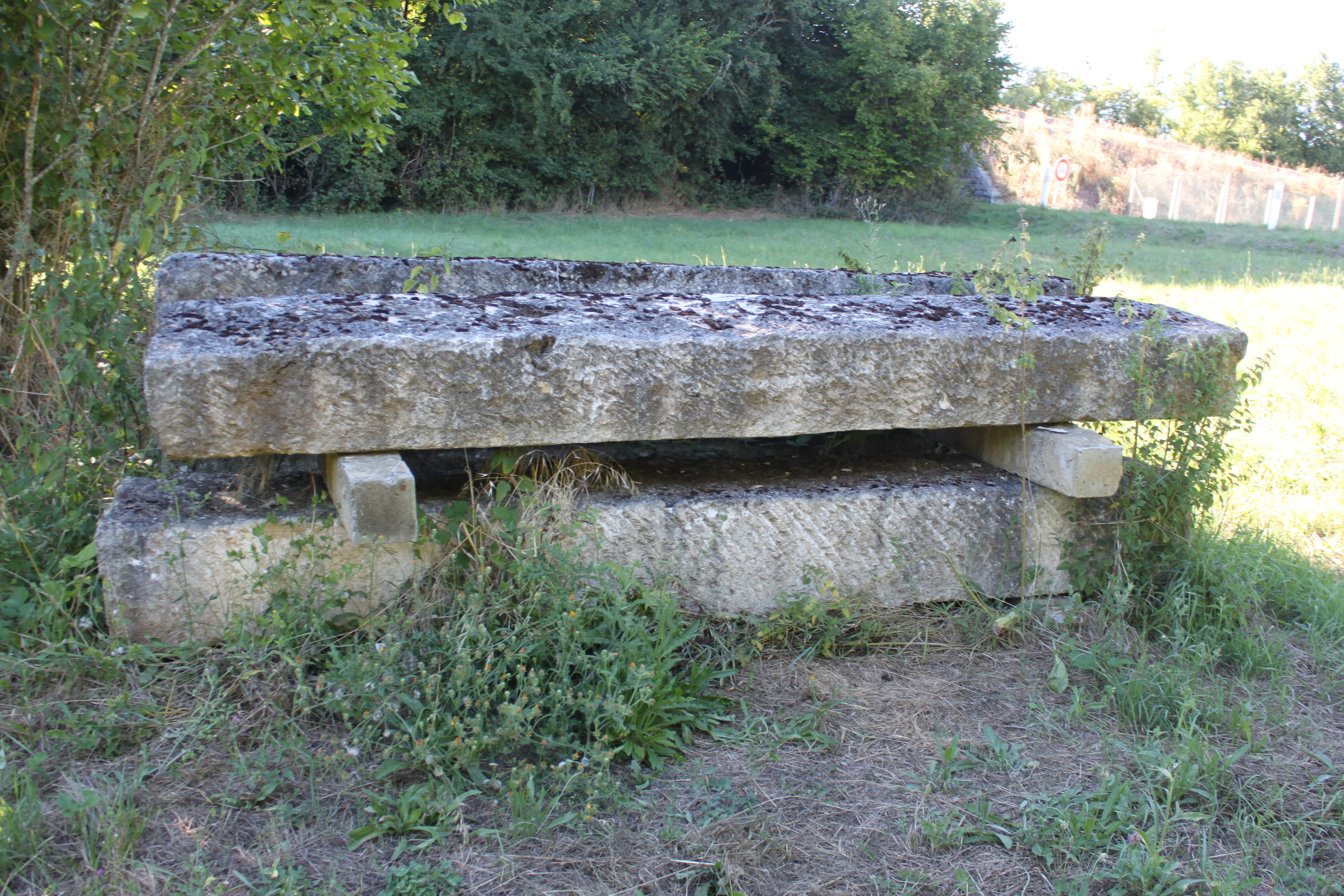
Dalles couvrant le puits (entreposées le temps des fouilles).

Site du Ruisseau
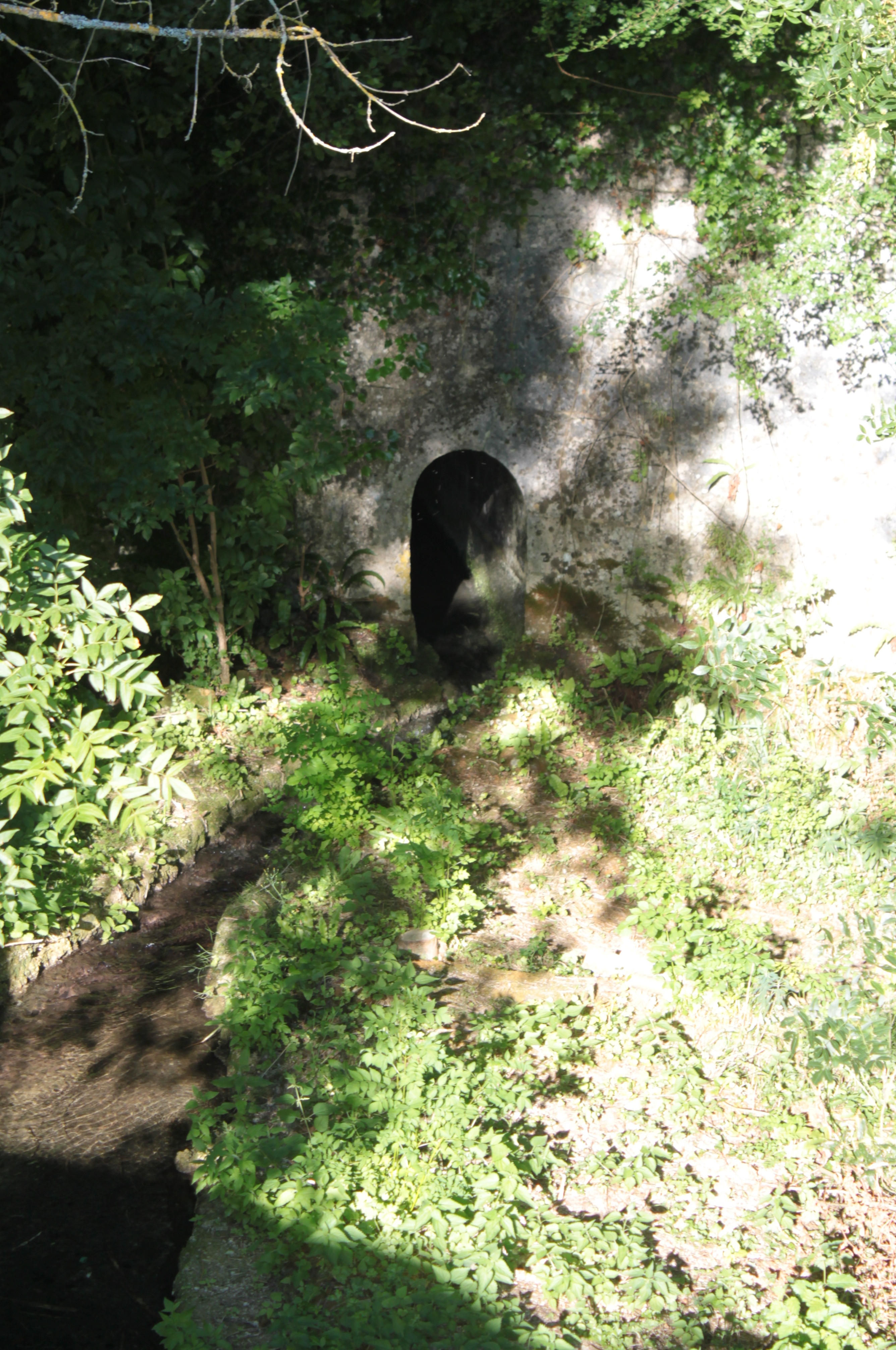
Sortie de galerie passant sous le château.
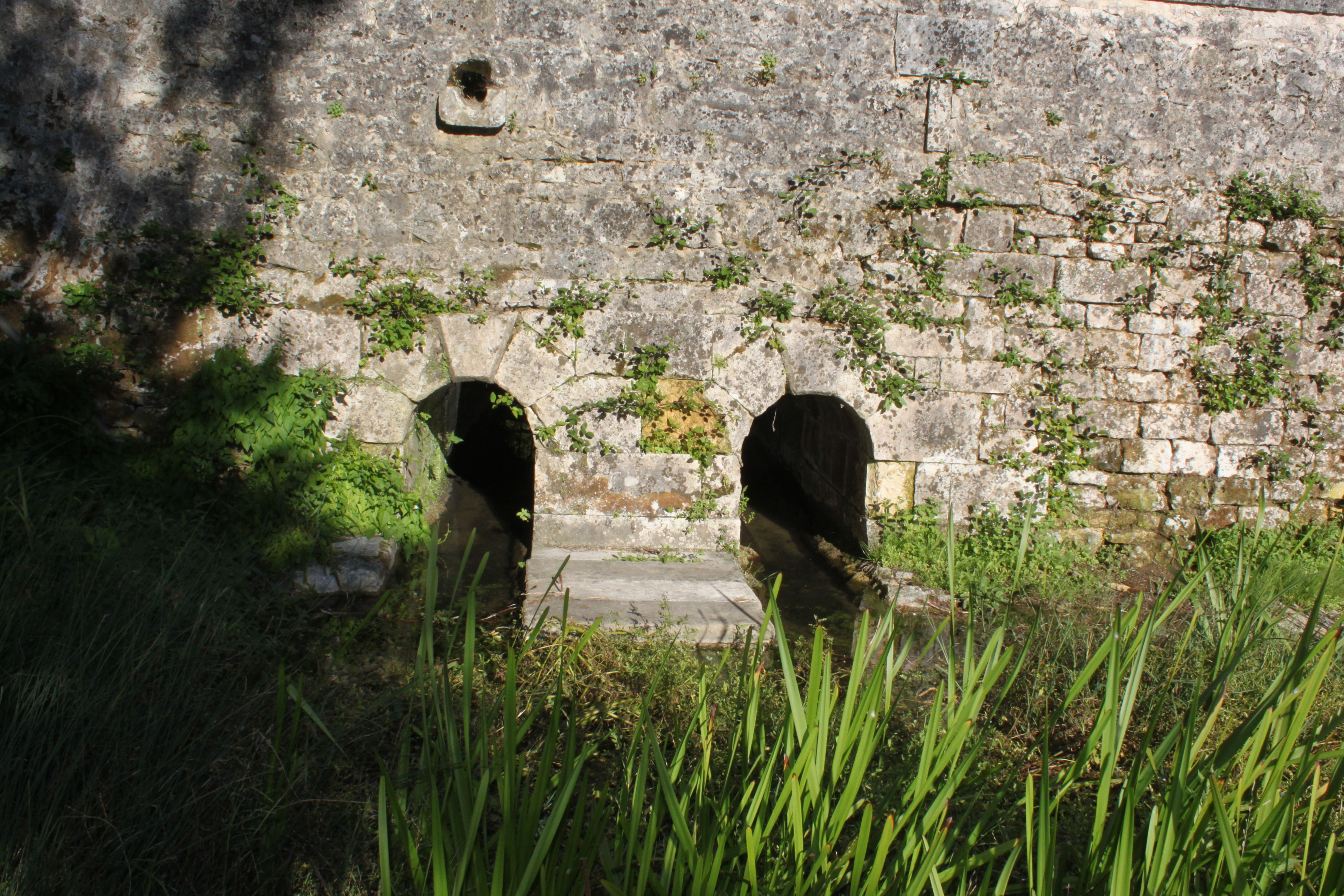
Galeries ouvrant sur le lavoir.
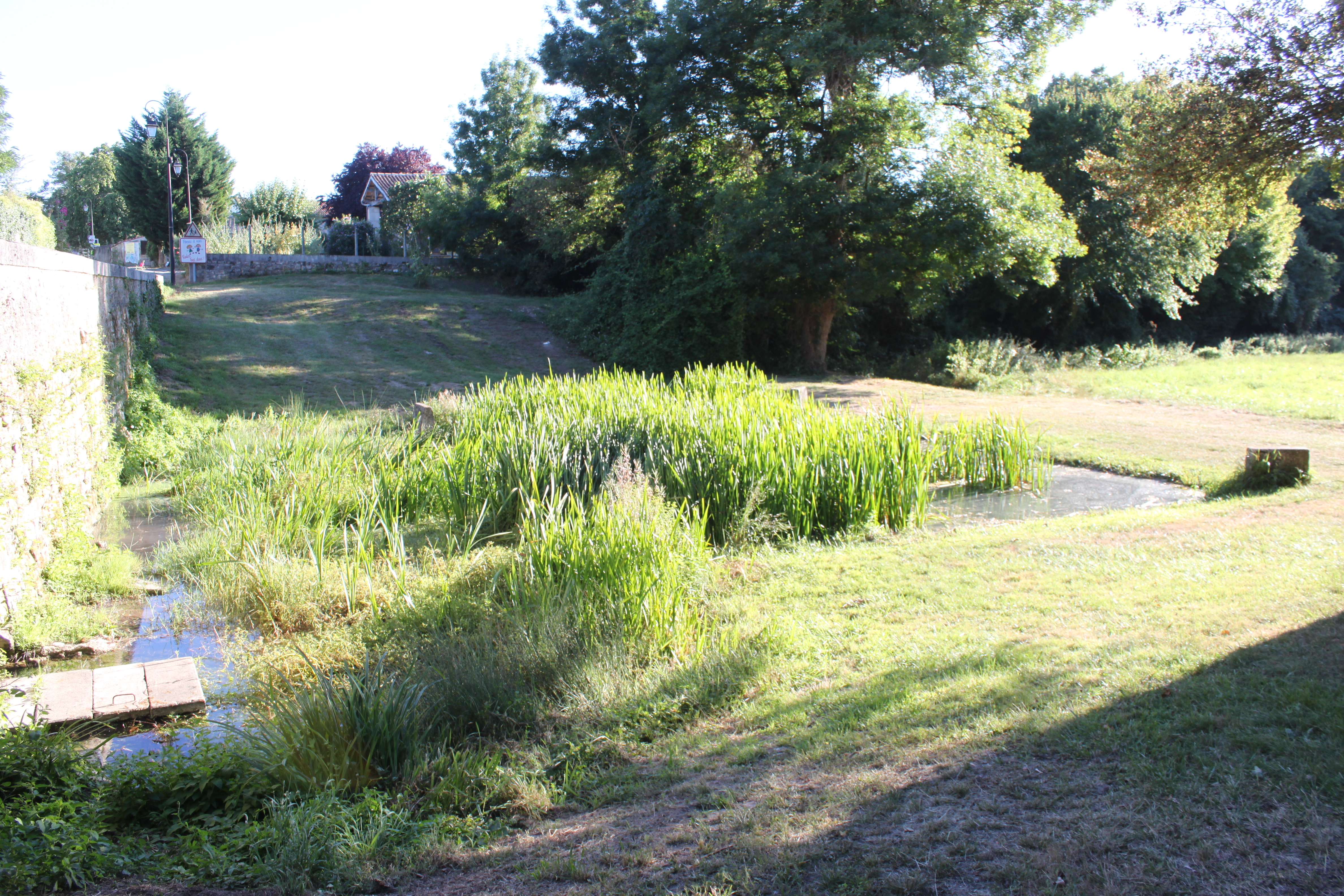
Lavoir du Ruisseau.

Site du Moulin (source 3)
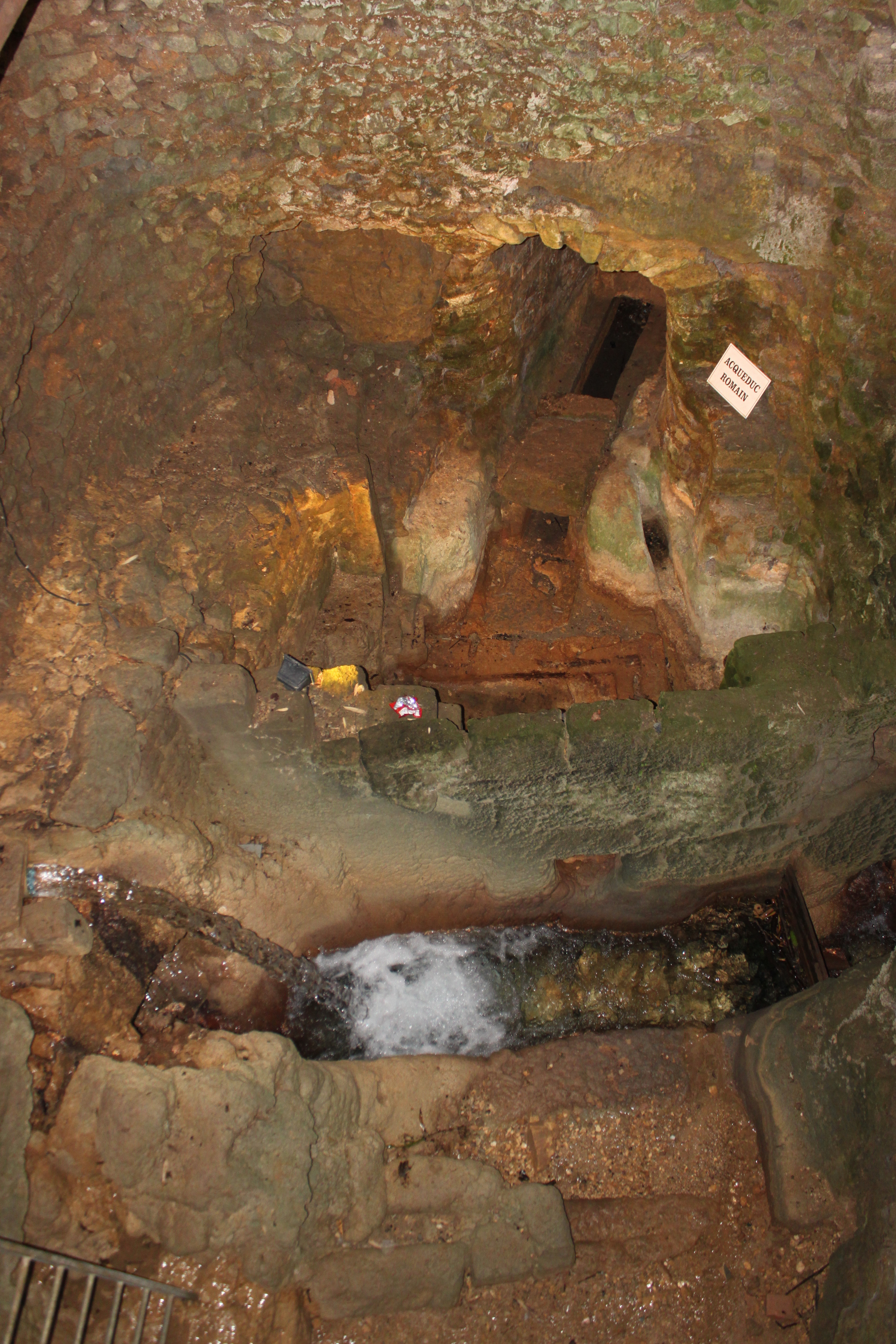
Le début de l'aqueduc (en haut) du Moulin.
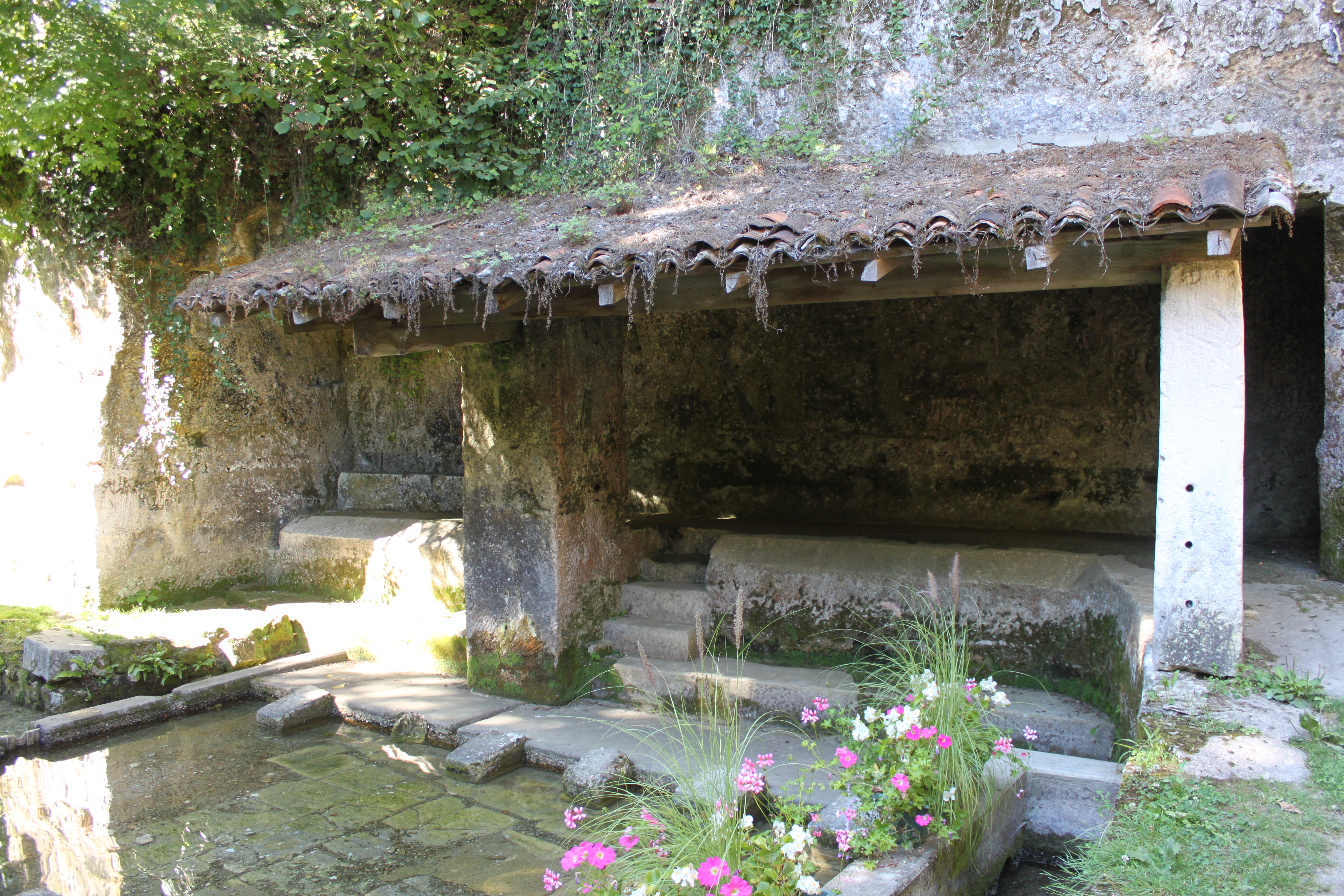
Lavoir du Moulin.
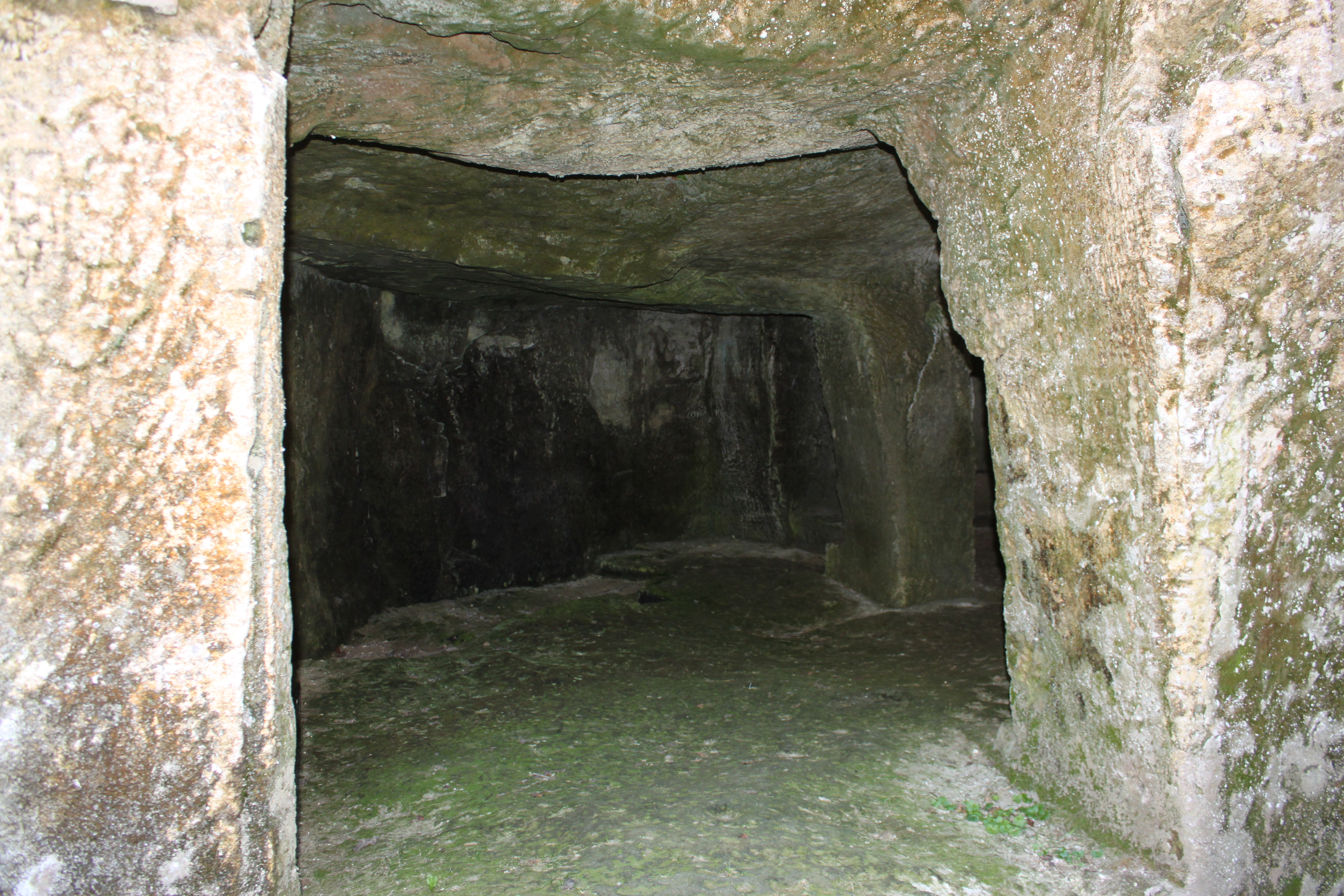
Vestige de la carrière.